# توافق هوار–لاوال
توافق هوار–لاوال (انگلیسی: Hoare–Laval Pact)
پیشنهادی بدواً مخفی بود که در سال ۱۹۳۵ از طرف وزیر خارجه بریتانیا ساموئل هوار و وزیر خارجه فرانسه پیر لاوال برای پایان دادن به حمله ایتالیا به اتیوپی تنظیم شد. امپراتوری ایتالیا بر آن بود که کشور مستقل اتیوپی (حبشه) را تصرف کند و همچنین انتقام جنگ آدوا (که شکستی خفت‌بار برای ایتالیا بود) را بگیرد. این توافق پیشنهاد می‌کرد که اتیوپی تقسیم شود و به هدف رهبر ایتالیا بنیتو موسولینی برای تبدیل اتیوپی به مستعمرهٔ ایتالیا واقعیت بخشیده شود. انتشار این توافق موجب خشم افکار عمومی در بریتانیا و فرانسه شد و هوار سمت خود را از دست داد.